# ماسانوري إيشيكاوا
ماسانوري إيشيكاوا (باليابانية: 石川雅規؛ بالكانا: いしかわ まさのり) هو لاعب كرة قاعدة ياباني، ولد في 22 يناير 1980 في أكيتا في اليابان.

## وصلات خارجية
- ماسانوري إيشيكاوا على موقع الدوري الياباني لكرة القاعدة (الإنجليزية)
- ماسانوري إيشيكاوا على موقعبيزبول رفرنس.كوم (الدوري الثانوي) (الإنجليزية)
- ماسانوري إيشيكاوا على موقع أوليمبيديا (الإنجليزية)